# Oscar Kreuzer
Oscar Kreuzer (Francoforte sul Meno, 14 giugno 1887 – Wiesbaden, 3 maggio 1968) è stato un tennista tedesco.

## Palmarès

### Olimpiadi
- Bronzo a Stoccolma 1912 nel singolare outdoor.